# Luis Miguel González Gago
Luis Miguel González Gago (Pozuelo de la Orden, Valladolid, 7 de julio de 1964) es un político español del Partido Popular y desde 2023 consejero de la Presidencia de la Junta de Castilla y León.
Anteriormente ocupó el cargo de Director de los Servicios Jurídicos de la Junta de Castilla y León.

## Biografía
Desde 2023 es el consejero de la Presidencia de la Junta de Castilla y León, en substitución de Jesús Julio Carnero, que concurrió a las elecciones municipales como candidato a Alcalde de Valladolid. González Gago es licenciado en Derecho por la Universidad de Valladolid, y pertenece al Cuerpo de Letrados de los Servicios Jurídicos de la Comunidad de Castilla y León desde 1990, habiendo desarrollado su labor profesional ante el Tribunal Superior de Justicia de Castilla y León, pasando posteriormente a ocupar el puesto de Letrado-Jefe de la Consejería de Presidencia y Administración Territorial.
En las elecciones a las Cortes de Castilla y León de 2019 fue elegido procurador por las Cortes de Castilla y León por Valladolid, y desde 2019 es el director de los Servicios Jurídicos de la Junta de Castilla y León.